# 斯科特·蒂普頓
斯科特·蒂普頓（Scott Tipton；1956年11月9日—）是美國的一位政治人物。2011年至2021年，他是科羅拉多州第3選舉區選出的美國眾議院議員。他的黨籍是共和黨。在1997年至2008年，蒂普頓曾擔任科羅拉多州共和黨主席。